# Gerard (cráter)

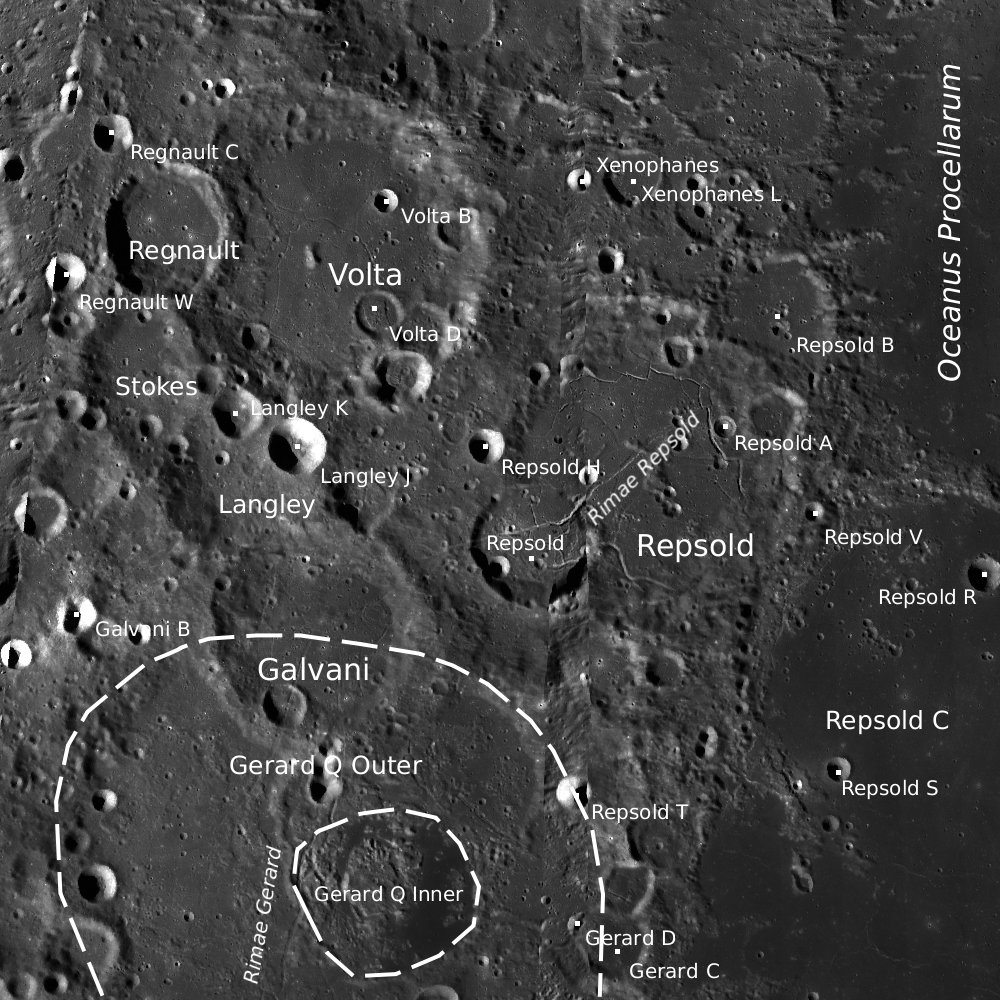
Fotografía de la misión LRO

Gerard es un cráter de impacto que se encuentra a lo largo del borde occidental del Oceanus Procellarum, cerca de la extremidad noroeste de la cara visible de la Luna. Se halla al norte-noroeste del cráter von Braun, y al noreste de Bunsen. Debido a su ubicación, Gerard aparece con un pronunciado escorzo cuando se ve desde la Tierra, lo que dificulta su observación.
|  |

Se trata de una formación desgastada y erosionada, con un borde que ha sido prácticamente destruido por completo en algunos lugares y distorsionado en otros. La mitad norte del brocal cuenta con algunos salientes hacia el exterior en los lados noreste, norte y noroeste. El suelo interior es áspero en algunos lugares, con varios cráteres pequeños y una serie de marcas minúsculas sobre el fondo del cráter y en el borde oriental.
Al noroeste de esta formación aparecen el inusual cráter Gerard Q Interior (con el suelo del lado oriental cubierto de lava basáltica de tono oscuro) dentro del más grande Gerard Q Exterior, y un sistema de grietas denominado Rimae Gerard, que se extiende hasta una distancia de unos 100 kilómetros.

## Cráteres satélite

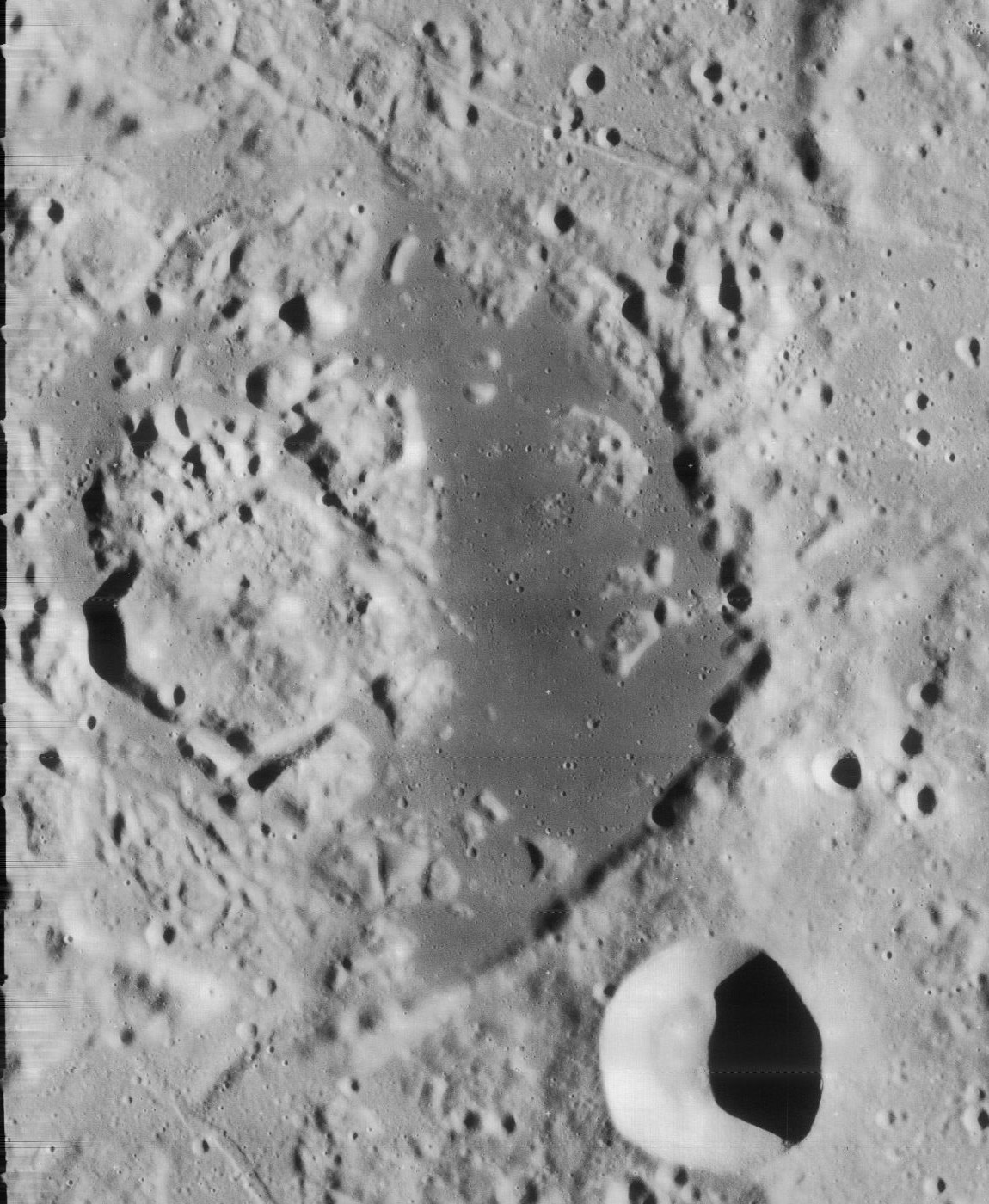
Gerard Q Interior, al noroeste de Gerard

Por convención estos elementos son identificados en los mapas lunares poniendo la letra en el lado del punto medio del cráter que está más cerca de Gerard.
|            | \| Gerard \| Coordenadas \| Diámetro \| \| ---------- \| ------------------------------- \| --------- \| \| A \| 45°06′N 82°18′O / 45.1, -82.3 \| 17.31 km \| \| B \| 46°24′N 88°18′O / 46.4, -88.3 \| 14.04 km \| \| C \| 45°54′N 79°12′O / 45.9, -79.2 \| 29.36 km \| \| D \| 46°12′N 79°54′O / 46.2, -79.9 \| 5.93 km \| \| E \| 44°30′N 81°00′O / 44.5, -81.0 \| 5.28 km \| \| F \| 43°48′N 82°18′O / 43.8, -82.3 \| 5.39 km \| \| G \| 45°42′N 88°18′O / 45.7, -88.3 \| 26.9 km \| \| H \| 44°30′N 87°00′O / 44.5, -87.0 \| 12.25 km \| \| J \| 46°54′N 88°42′O / 46.9, -88.7 \| 9.35 km \| \| K \| 44°00′N 77°12′O / 44.0, -77.2 \| 5.85 km \| \| L \| 43°12′N 76°24′O / 43.2, -76.4 \| 4.5 km \| \| Q Interior \| 46°32′N 83°08′O / 46.54, -83.13 \| 67.32 km \| \| Q Exterior \| 46°31′N 84°33′O / 46.51, -84.55 \| 192.48 km \| |           |
| Gerard     | Coordenadas | Diámetro  |
| A          | 45°06′N 82°18′O / 45.1, -82.3 | 17.31 km  |
| B          | 46°24′N 88°18′O / 46.4, -88.3 | 14.04 km  |
| C          | 45°54′N 79°12′O / 45.9, -79.2 | 29.36 km  |
| D          | 46°12′N 79°54′O / 46.2, -79.9 | 5.93 km   |
| E          | 44°30′N 81°00′O / 44.5, -81.0 | 5.28 km   |
| F          | 43°48′N 82°18′O / 43.8, -82.3 | 5.39 km   |
| G          | 45°42′N 88°18′O / 45.7, -88.3 | 26.9 km   |
| H          | 44°30′N 87°00′O / 44.5, -87.0 | 12.25 km  |
| J          | 46°54′N 88°42′O / 46.9, -88.7 | 9.35 km   |
| K          | 44°00′N 77°12′O / 44.0, -77.2 | 5.85 km   |
| L          | 43°12′N 76°24′O / 43.2, -76.4 | 4.5 km    |
| Q Interior | 46°32′N 83°08′O / 46.54, -83.13 | 67.32 km  |
| Q Exterior | 46°31′N 84°33′O / 46.51, -84.55 | 192.48 km |